# 1931 في نيوزيلندا
فيما يلي قوائم الأحداث التي وقعت خلال عام 1931 في نيوزيلندا.

## رياضة
- 1 يناير – كأس نيوزيلندا 1931 الفائز Manurewa AFC [الإنجليزية]‏.

## مواليد

### يناير
- 14 يناير – نورمان ويلسون
- 20 يناير – ألان تونغ مُجدّف نيوزيلندي.[1]
- 30 يناير – دوغ ويلسون لاعب رغبي نيوزيلندي.

### فبراير
- 10 فبراير – كيث باغلي
- 15 فبراير – لويد أشبي

### أبريل
- 4 أبريل – اريك أندرسون لاعب اتحاد رغبي نيوزيلندي.
- 7 أبريل – جون مكدونالد
- 13 أبريل – دوغ أرمسترونغ لاعب كركيت نيوزيلندي.

### مايو
- 20 مايو – باري براون ملاكم نيوزيلندي.
- 22 مايو – بادي لوكاس سباح نيوزيلندي.
- 23 مايو – ريكس أوستين سياسي نيوزيلندي.

### يونيو
- 26 يونيو – جون سكوت باحث نيوزيلندي.

### يوليو
- 24 يوليو – راي لوران مُجدّف نيوزيلندي.[2]

### أغسطس
- 12 أغسطس – ريتشارد برايان أتكينز دبلوماسي نيوزيلندي.
- 22 أغسطس – موريس جي روائي نيوزيلندي.[3]

### سبتمبر
- 5 سبتمبر – بيل بيل لاعب كركيت نيوزيلندي.

### أكتوبر
- 14 أكتوبر – كولن ديكنسون درّاج طريق نيوزيلندي.

### نوفمبر
- 30 نوفمبر – فيفيان لين فنانة نيوزيلندية.[4]

### ديسمبر
- 17 ديسمبر – فرانك ديفين[5]

## وفيات

### يناير
- 1 يناير – بيل ويب (مواليد 1868) لاعب رغبي أسترالي.
- 1 يناير – تشارلز غليسون (مواليد 1845) لاعب كريكت نيوزلندي.

### أكتوبر
- 6 أكتوبر – روبرت ييتس (مواليد 1845) لاعب كركيت نيوزيلندي.